# Саблуковы
Саблуковы (Савлуковы) — дворянский род, столбового дворянства.
Род внесён в VI часть родословных книг С-Петербургской, Ярославской, Владимирской и Новгородских губерний.

## Происхождение и история рода
Род происходит от польских шляхтичей Якова и Николая Савлуков, оставшихся в русском подданстве после покорения Смоленска, к православной вере приведены (1665) при Алексее Михайловиче. Возможно, это выходцы из золотоордынских татар, активно уходивших в первой половине XV века в Литву и Польшу.
Фамилия известного востоковеда и переводчика Корана Г. С. Саблукова, по мнению Н. А. Баскакова, происходит от тюркского корня «саблук» или «салбук» («вялый, слабый»).

## Известные представители
- Савлуков Тимофей — дьяк (1668—1677), воевода в Киеве (1658 и 1661—1665), на Двине (1666—1670), в Пскове (1682)
- Савлуков Лев — дьяк (1668—1677), воевода в Чебоксарах (1663), в Саратове (1672—1674), на Двине (1676), в Олонце (1678).
- Савлуков Денис — дьяк (1658), воевода в Киеве (1665—1666).
- савлуков Степан — дьяк (1668).
- Савлуков Калина Фёдорович — стряпчий (1692).
- Савлуков Борис Львович — стольник (1686—1692).
- Савлуков Степан Григорьевич — московский дворянин (1695)[3][4].
- Александр Ульянович (1712—1773) — кофишенк императрицы Елизаветы Петровны и получил от неё значительные поместья.
- Его сын Александр Александрович (1749—1828) — сенатор и член Государственного совета. Его сыновья:
- Саблуков, Николай Александрович (1776—1848) — генерал, автор «Записок».
- Саблуков, Александр Александрович (1783—1857) — российский военный инженер, изобретатель, генерал-лейтенант.
- Саблуков — штабс-капитан гренадерского полка графа Аракчеева, убит 07 августа 1812 года, его имя занесено на стену храма Христа Спасителя[1].

## Описание гербов

#### Герб Саблуковых 1785 г.
В Гербовнике Анисима Титовича Князева 1785 года имеется изображение печати с гербом действительного тайного советника Александра Александровича Саблукова: поле щита разделено горизонтально на две половины. В верхней половине, в красном поле, изображен, наполовину, одноглавый серебряный орёл с распростёртыми крыльями, головой повёрнутый вправо. В нижней половине, в золотом поле, три драгоценных камня желтого цвета. Щит увенчан коронованным дворянским шлемом, повёрнутым вправо. Нашлемник: наполовину выходящий орёл с распростёртыми крыльями, головой повернут вправо. Цветовая гамма намёта не определена.

#### Герб. Часть I. № 80.
Щит разделён горизонтально на две части. В верхней в золотом поле изображён выходящий до половины чёрный одноглавый орёл с распростёртыми крыльями, у него на груди означено серебряное сердце. В нижней части в красном поле три драгоценных камня (изм. польский герб Дрыя). Щит увенчан обыкновенным дворянским шлемом с дворянской на нём короной, из-за которой выходит означенный в щите орёл. Намёт на щите красный, подложен серебром.